# 灰绿叉毛蓬
灰绿叉毛蓬（学名：Petrosimonia glaucescens）为苋科叉毛蓬属的植物。分布于东欧、高加索、哈萨克斯坦以及中国大陆的新疆等地，多生在生境、沙丘及盐碱土荒漠，目前尚未由人工引种栽培。